# Eufrasio López de Rojas
Eufrasio López de Rojas, né en 1628 à Andújar et mort en 1684 à Jaén, est un architecte espagnol.

## Biographie
Il est né dans une famille de tailleurs de pierre. Après avoir fait son apprentissage avec Juan de Aranda Salazar (es) à Jaén, il épousa Maria Martinez del Castillo, également des tailleurs de pierre familiale.
Il a été nommé maître d'œuvre de la cathédrale de l'Incarnation  à Grenade en 1666, peu de temps étant dans cette position, comme il est retourné à Jaén; a également été nommé maître d'œuvre pour travailler sur la cathédrale ; avec une façade le travail pour lequel il est le plus connu.
En 1679, il a exécuté le chœur et la trace de la tour de l'église de San Juan Evangelista de Mancha Real.
Linares réalisée dans la façade principale de l'église de San Francisco Baeza et le couvercle de la paroisse de Saint-Paul. Jódar a pris fin en 1661 dans la tour de l'église de l'Assomption, qui avait la conception de Juan de Aranda Salazar.
Il a été enterré, comme il l'a demandé dans son testament, dans le couvent des Carmes Déchaux de Jaén, à côté de l'autel de Saint-Joseph.